# Montmaneu
Montmaneu är en ort och kommun i Spanien.   Den ligger i provinsen Província de Barcelona och regionen Katalonien, i den östra delen av landet, 400 km öster om huvudstaden Madrid. Montmaneu ligger 713 meter över havet och antalet invånare är 200.
Terrängen runt Montmaneu är kuperad åt sydost, men åt nordväst är den platt. Runt Montmaneu är det ganska glesbefolkat, med 50 invånare per kvadratkilometer. Närmaste större samhälle är Igualada, 17,5 km öster om Montmaneu. Trakten runt Montmaneu består till största delen av jordbruksmark.